# Scoglio Camello
Lo scoglio Camello (o scoglio Cammello) è un'isola dell'Italia appartenente all'arcipelago delle isole Egadi, in Sicilia.
Amministrativamente appartiene a Favignana, comune italiano della provincia di Trapani.
Si trova nei pressi della costa nord-orientale dell'isola di Marettimo.